# パリスとオイノネのいる風景
『パリスとオイノネのいる風景』（パリスとオイノネのいるふうけい、仏: Paysage avec Pâris et Oenone、英: Landscape with Paris and Oenone）、または『浅瀬』（あさせ、仏: Le Gué、英: The Ford）は、17世紀フランスの巨匠クロード・ロランが1648年にキャンバス上に油彩で制作した絵画である。画家が贋作を防ぐために自身の絵画を素描にしてまとめた『真実の書』 によると、第117番の素描として記録されているこの絵画はロッシュ＝ギュイヨン公爵 (duc de La Roche-Guyon) ロジェ・デュ・プレシス・ド・リヤンクールのために描かれたが、リシュリュー公爵 (リシュリュー枢機卿の甥) の所有を経て、1665年にフランス国王ルイ14世に取得された。作品は1793年以来、パリのルーヴル美術館に所蔵されている。

## 作品
この絵画の主題は、オウィディウスのヘーローイデスをもとにしたフランソワ・デジール (François du Désir) の『ヘレナの歓喜』 (Ravissement d'Hélène) と題される一節から採られている。クロードは、デジールの一節をロンドンの大英博物館に所蔵されている準備素描 (1647年) の裏側に記している。トロイの王子パリスは、川の土手にあるポプラの木にナーイアスの妻オイノネへの永遠の愛の誓いを記したが、 それは、「パリスが親愛なるオイノネだけを愛さずに生きられる時は、ザンテ 川の水が源の山に戻っていく」 (1620年版、120頁) というものであった。
クロードは、美女ヘレネに恋したパリスの不貞に対して、オイノネが彼の誓いを指さしている姿を表している。パリスとオイノネの後ろに立って、情景を目撃している人物は牧杖を持っている羊飼いの女性のようである。パリスは心変わりをし、まもなくヘレネのためにオイノネを捨てることになる。そして、1人残されるオイノネは、木の下で彼を失ったことを嘆く。 
場面は黄昏時のアルカディアに設定されているが、クロードが居住していたローマの郊外の平原に触発されたものである。雰囲気は非常に憂鬱なものとなっている一方、黄金色の光にあふれる背後の風景は宇宙的な深さを感じさせる。影を帯びた前景が、光のあたっている人物像や川の浅瀬を渡る牛の群れと一体になって、背景の風景の効果をさらに高めている。